# Herfølge BK
Herfølge Boldklub – duński klub piłkarski z siedzibą w Herfølge, dzielnicy miasta Køge na Zelandii.
W 2009 połączył się z Køge BK i utworzył HB Køge, jednak nazwę Herfølge BK zachowały zespoły juniorskie.

## Sukcesy
- mistrzostwa Danii:
  - 1999/2000
- Sjællandsserien
  - mistrzostwo (1): 1990‡
  - wicemistrzostwo (1): 1993‡

‡: wygrana zespołu rezerw

## Europejskie puchary
Legenda do wszystkich tabel:
- Q – runda eliminacyjna, 1/16, 1/8, 1/4, 1/2 – odpowiednia faza rozgrywek, Grupa – runda grupowa, 1r gr – pierwsza runda grupowa, 2r gr – druga runda grupowa, F – finał, R – runda, PO – play-off
- k. – rzuty karne, los. – losowanie, Dogr. – dogrywka, w. – zasada bramek strzelonych na wyjeździe

| Sezon   | Rozgrywki        | Runda | Przeciwnik  | Dom | Wyjazd | Ogólnie    |
| ------- | ---------------- | ----- | ----------- | --- | ------ | ---------- |
| 1999    | Puchar Intertoto | 1R    | MŠK Žilina  | 0–2 | 0–2    | 0–4        |
| 2000/01 | Liga Mistrzów    | 3Q    | Rangers     | 0–3 | 0–3    | 0–6        |
| 2000/01 | Puchar UEFA      | 1R    | AIK Fotboll | 1–1 | 1–0    | 2–1, Dogr. |
| 2000/01 | Puchar UEFA      | 2R    | AEK Ateny   | 2–1 | 0–5    | 2–6        |